# Aokigahara
Aokigahara (jap. 青木ヶ原 Aoki-ga-hara), znany również jako Morze Drzew (jap. 樹海 Jukai) – las mieszany na terenie Parku Narodowego Fudżi-Hakone-Izu u północno-zachodniego podnóża góry Fudżi w prefekturze Yamanashi. Rośnie pomiędzy jeziorami Sai i Shōji należącymi do Pięciu Jezior Fudżi, rozciągając się w kierunku południowym od jezior. Las porasta zastygłą lawę pochodzącą z erupcji krateru pasożytniczego w 864 roku, o nazwie góra Nagao, należącego do stratowulkanu Fudżi.
Las Aokigahara porasta teren o powierzchni 30 km². Jest wyjątkowo gęsty, drzewa pokryte są mchem, a podłoże z lawy dodatkowo utrudnia poruszanie się. Zagęszczenie drzew sprawia, iż wewnątrz lasu panuje bezwietrzna atmosfera oraz nietypowa cisza.

## Samobójstwa
Las owiany jest złą sławą ze względu na wyjątkową popularność wśród samobójców. Nie istnieją statystyki zbierające sumaryczne dane na temat samobójstw popełnianych na terenie lasu, jednak regularnie pojawiają się informacje na temat liczby ciał znalezionych w danym roku. Książka Cliffs of Despair autorstwa Toma Hunta wysuwa tezę, że jest to drugie pod względem popularności miejsce pod względem liczby popełnianych samobójstw, tuż po moście Golden Gate w San Francisco.
Mimo iż już wcześniej owiany był złą sławą jako miejsce związane z duchami oraz dawnymi rytuałami, swą popularność wśród samobójców las zyskał dzięki dwóm książkom autorstwa Seichō Matsumoto (1909–1992), opublikowanym w 1960 roku: Pagoda fal (opowieść o duchu kobiety, która popełniła samobójstwo w lesie Aokigahara) i Kuroi jukai (tragiczna opowieść o dwojgu kochanków, którzy decydują się, aby razem zakończyć swoje życie w lesie Aokigahara) oraz filmowi Las samobójców (opowieść o młodej Amerykance, która przyjeżdża do mrocznego lasu Aokigahara w celu odnalezienia ciała siostry samobójczyni).
Doprowadziło to do wprowadzenia od roku 1971 corocznych patroli prowadzonych przez wolontariuszy. Patrole przeczesują las w poszukiwaniu ciał, zazwyczaj powieszonych na drzewach, niejednokrotnie częściowo zjedzonych przez zwierzęta. Jednak szczególny wzrost liczby samobójstw nastąpił od momentu publikacji książki The Complete Manual of Suicide (Kompletny podręcznik samobójstwa) autorstwa Wataru Tsurumi (1964–) w 1993 roku. Bestseller sprzedany w ponad milionie egzemplarzy opisuje las jako idealne miejsce na zakończenie życia.
W roku 1998 samobójstwo popełniły tu 73 osoby. W 2002 znaleziono rekordową liczbę ciał – 78. Po tym jak w roku 2003 liczba wzrosła do 100, a w 2004 do 108, miejscowe władze przestały publikować informacje o liczbie ciał, mając nadzieję, że Aokigahara przestanie być kojarzony z samobójstwami. Na obrzeżach lasu znajdują się liczne znaki zniechęcające do odebrania sobie życia oraz zachęcające do kontaktu z policją. Miejscowa policja stosuje areszt zapobiegawczy wobec osób, których zachowanie wskazuje na zamiar popełnienia samobójstwa. W 2002 zatrzymano w ten sposób 83 osoby, o 20 więcej niż rok wcześniej.
Zapobieganie samobójstwom ma też wymiar praktyczny. Trzy miejscowości znajdujące się w pobliżu: Kamikuishiki, Narusawa i Ashiwada zgodnie z prawem japońskim muszą skremować niezidentyfikowane zwłoki na własny koszt, co jest poważnym obciążeniem dla budżetów. Prochy są potem przechowywane w urnach, których według danych na rok 2000 było 231.

## Turystyka
Jako miejsce znajdujące się na terenie Parku Narodowego Fudżi-Hakone-Izu, las Aokigahara posiada kilka szlaków oraz jaskinie lawowe przygotowane do zwiedzania:
- Fugaku Fuketsu (jaskinia wiatru) – średnia temperatura wnętrza wynosi 3 °C, lodowe filary w jej wnętrzu utrzymują się cały rok;
- Narusawa Hyōketsu (jaskinia lodu) – średnia temperatura wnętrza wynosi 3 °C, lodowe filary w jej wnętrzu utrzymują się cały rok;
- Ryūgū Dōketsu (pałac smoka) – długość 10 m;
- Saiko Kōmori-ana (jaskinia nietoperzy) – długość 350 m, zamieszkana przez nietoperze.

## Galeria

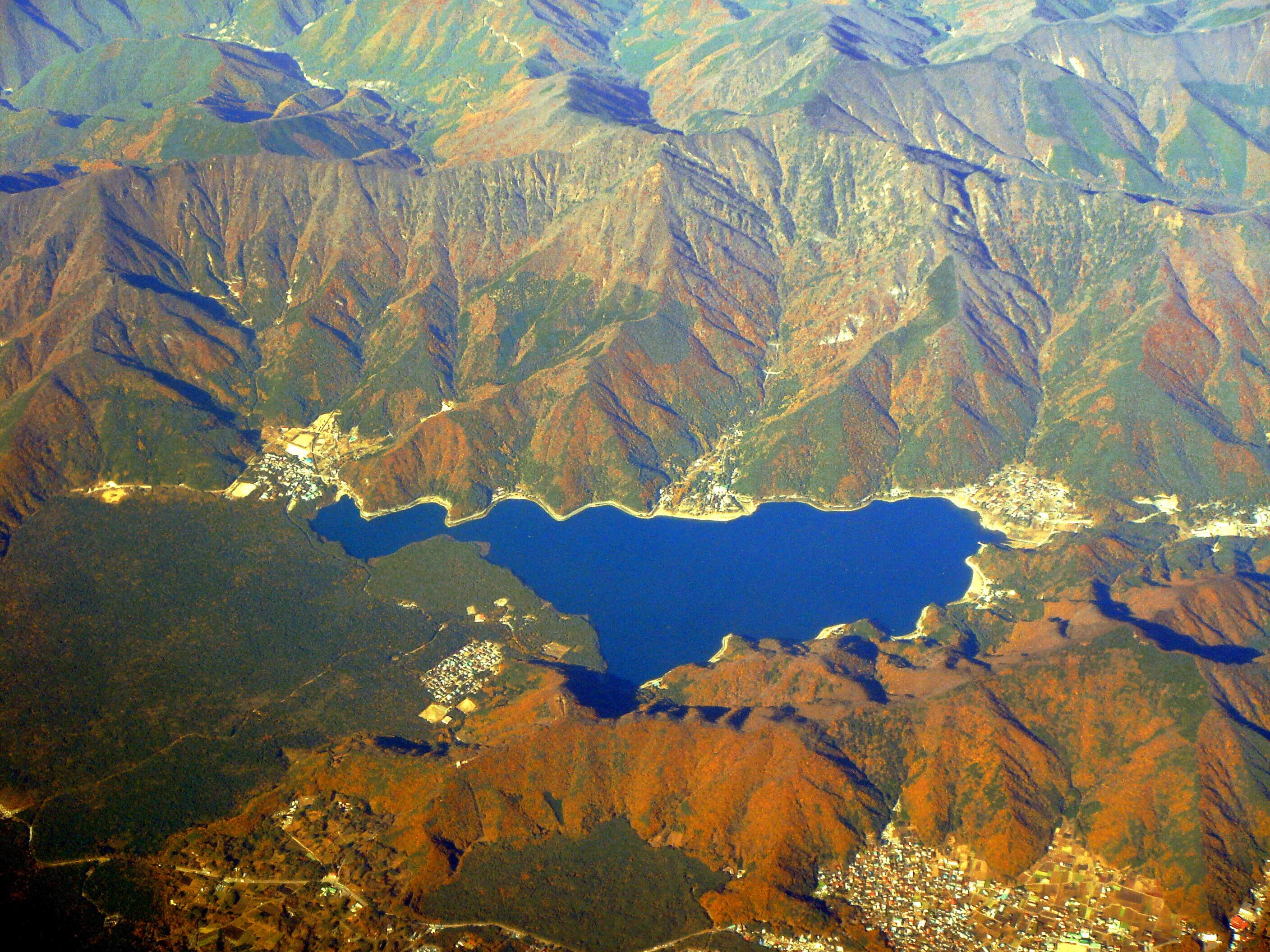
Jezioro Sai i po lewej równina lasu
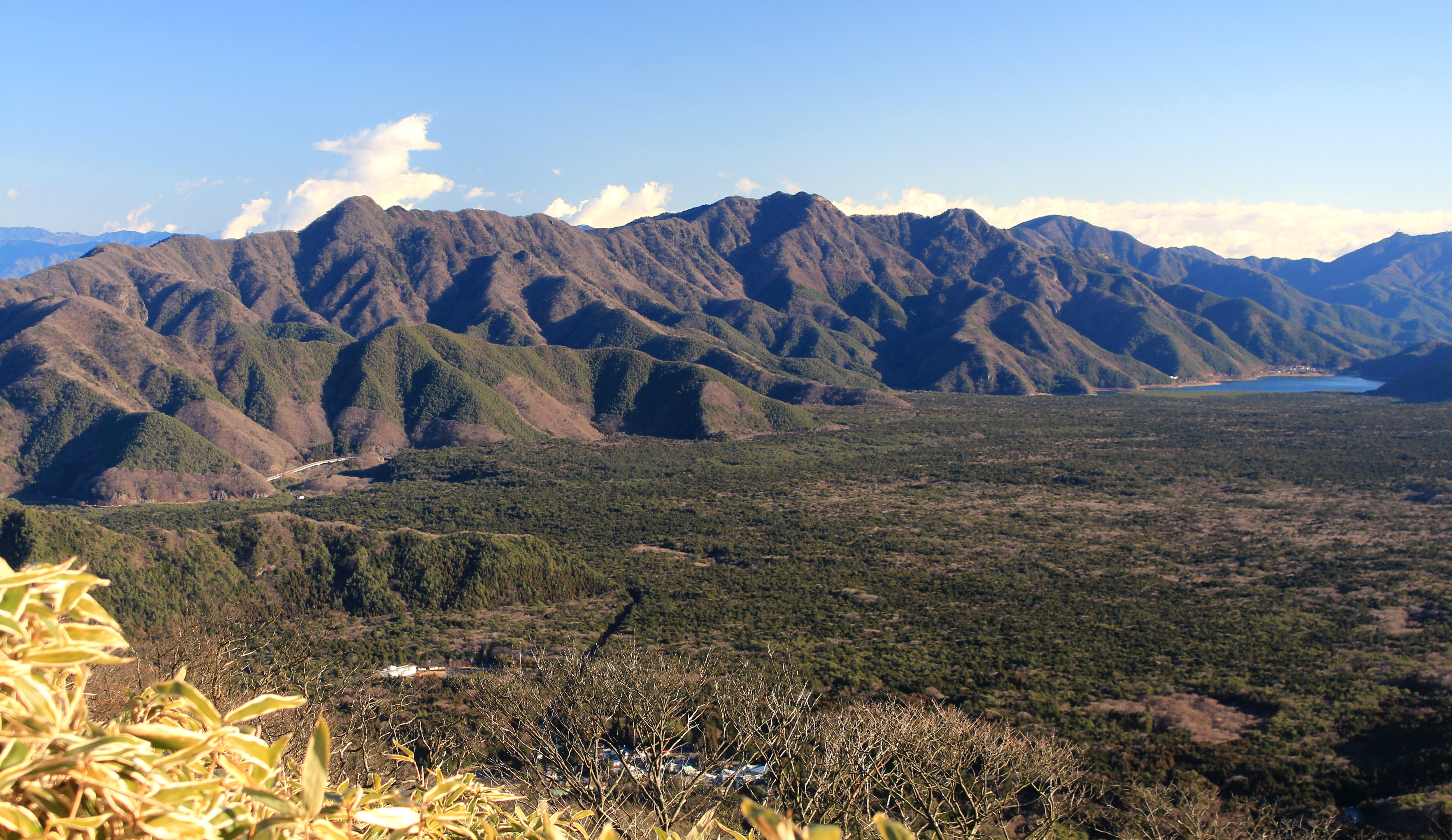
Równina lasu Aokigahara, góry Misaka, w głębi jezioro Sai
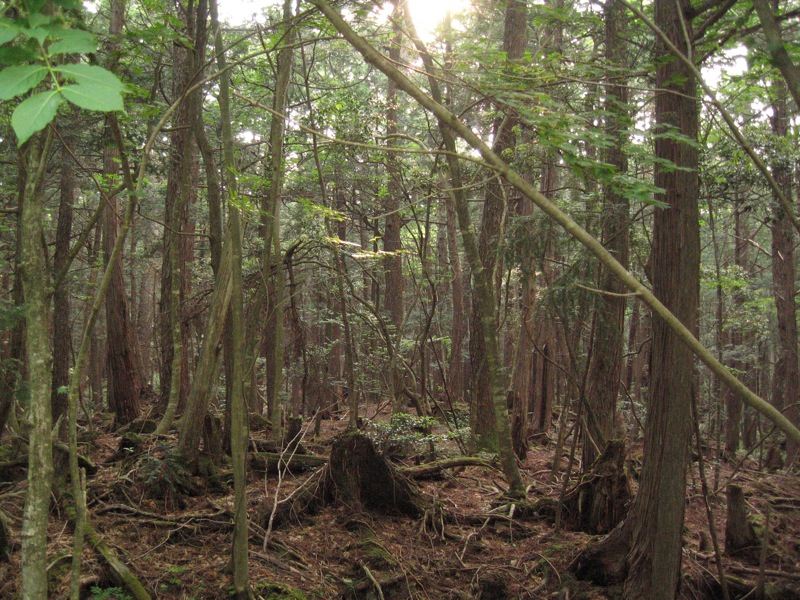
Las Aokigahara
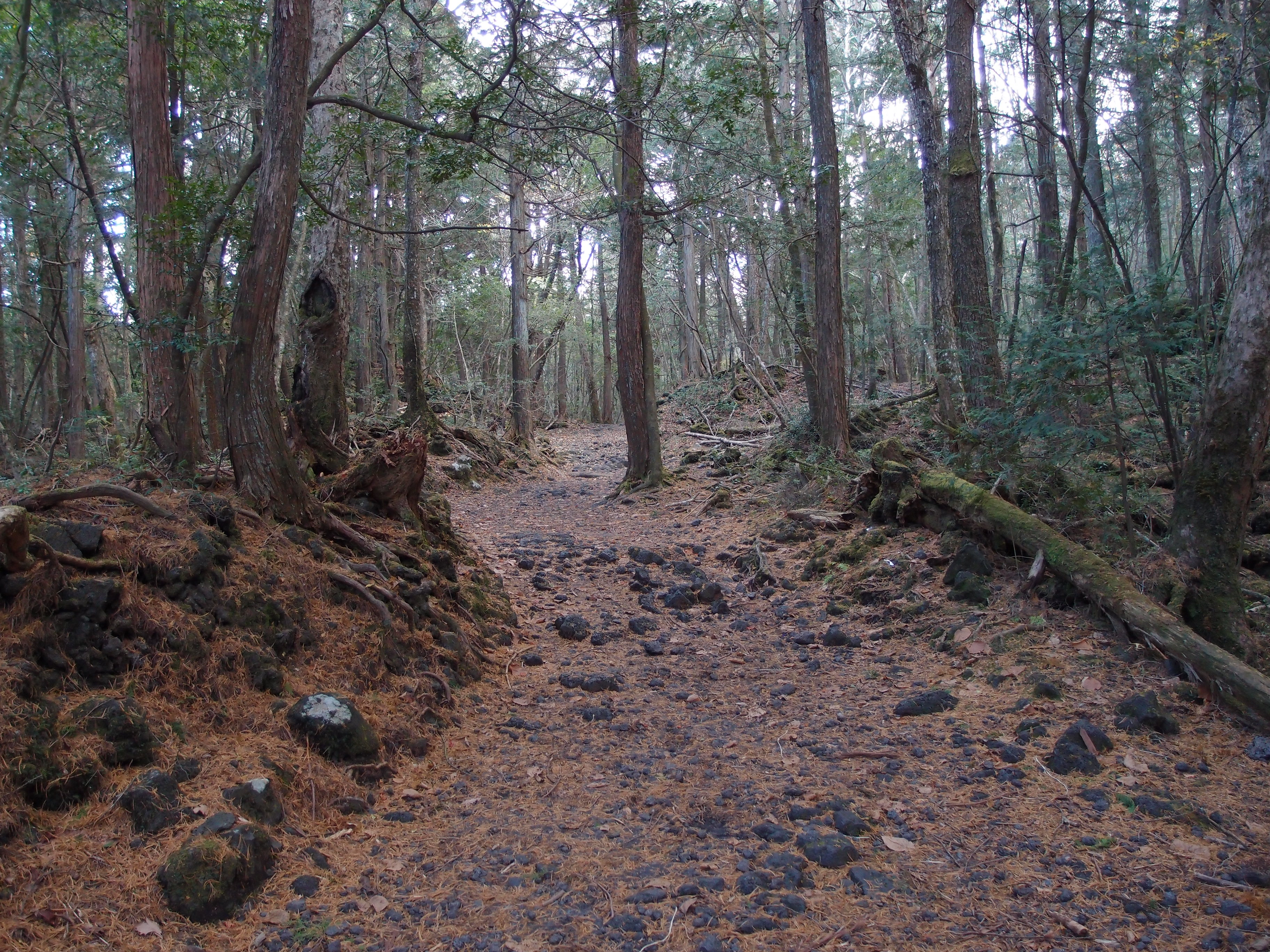
Ścieżka w lesie Aokigahara
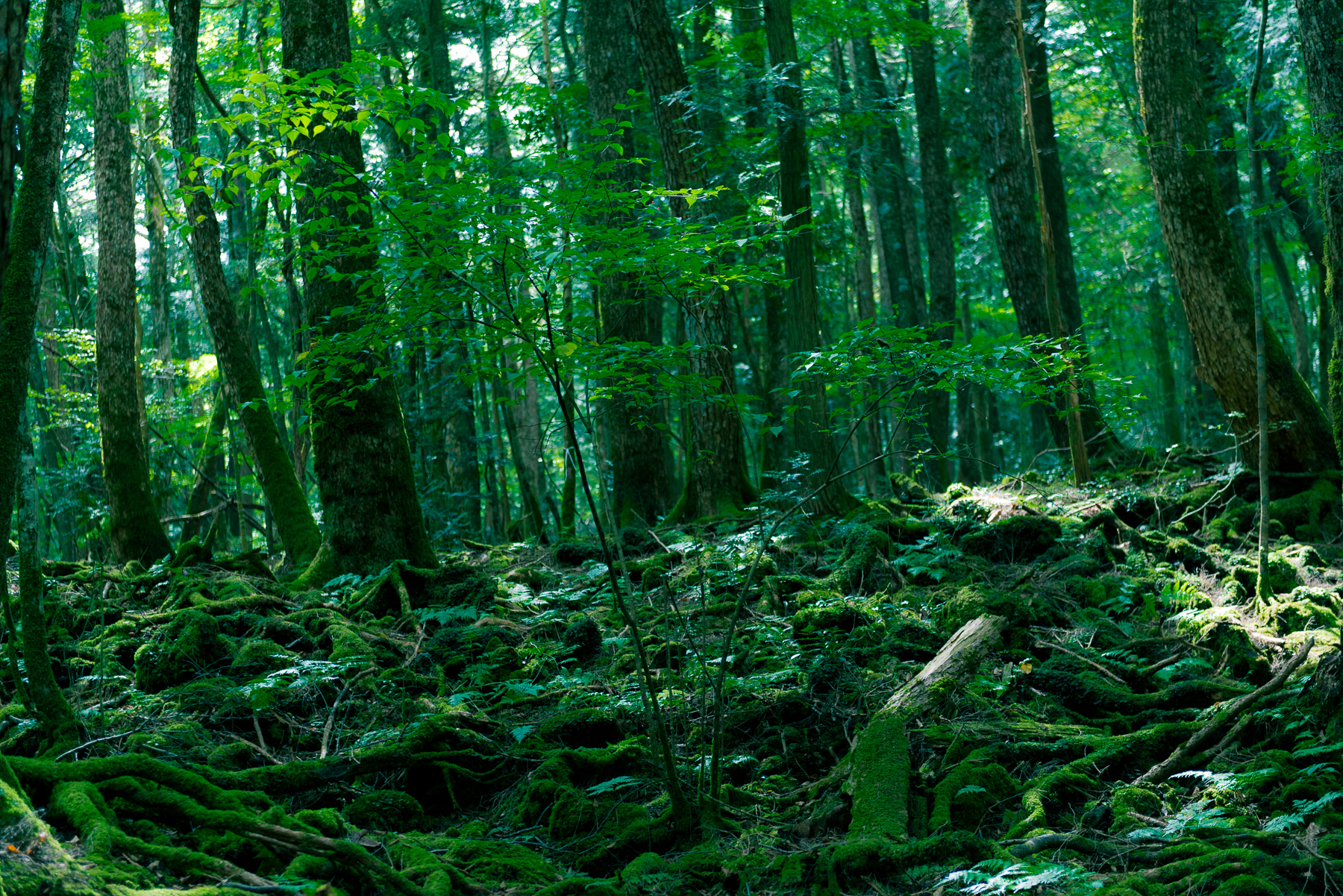
Wnętrze lasu
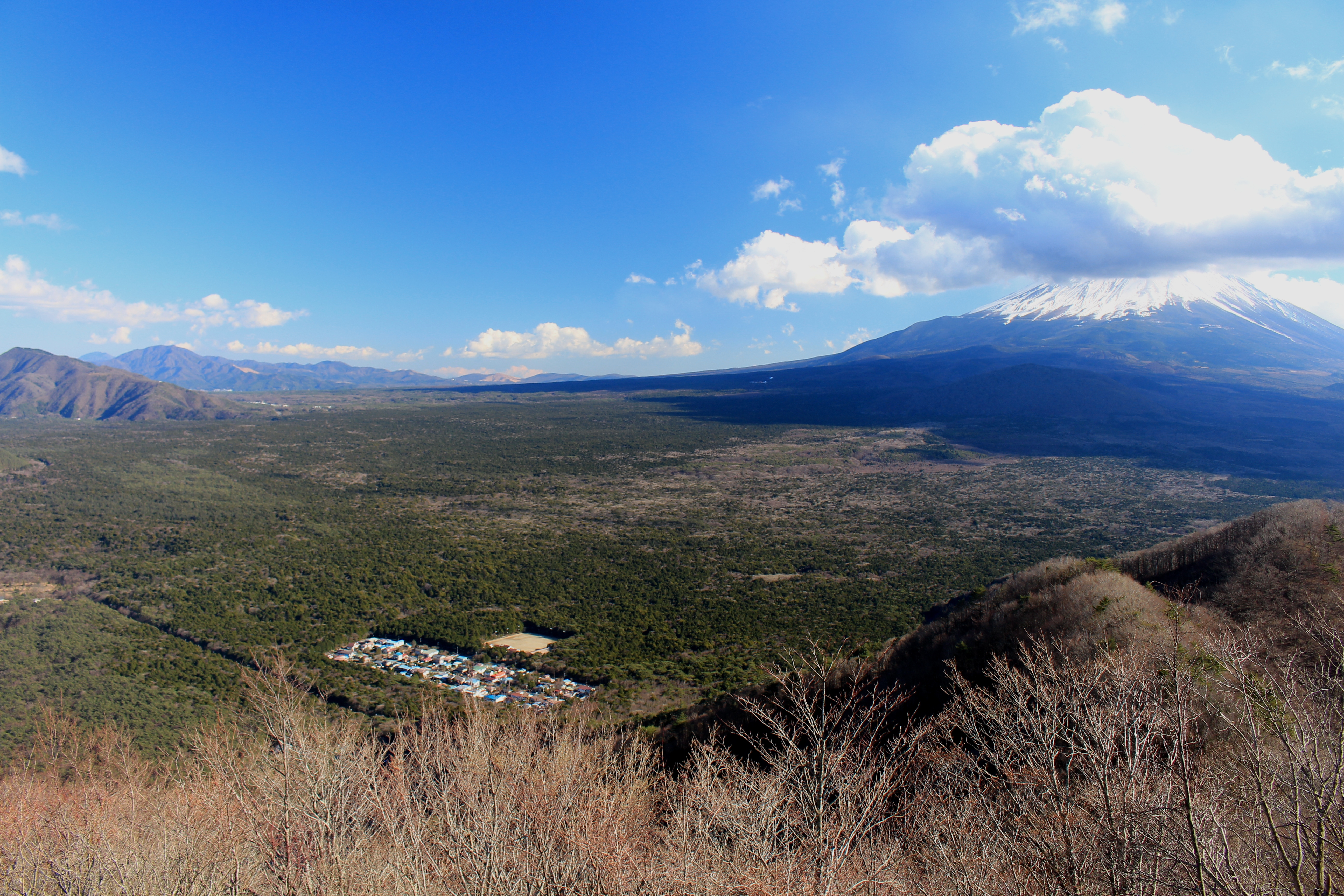
Panorama równiny i góra Fudżi